# Now (bài hát của Paramore)
"Now" là một bài hát bởi nhóm nhạc rock của Mỹ Paramore. Đây là đĩa đơn đầu tiên từ album mang tên nhóm Paramore.

## Hậu trường
"Now" là bài hát giúp Paramore chuyển tiếp từ quá khứ đến tương lai sau khi Zac và Farro rời nhóm. Theo Hayley Williams, "Nửa đầu ca khúc... là về việc đến một nơi mới và tiếp tục tiến lên trong cuộc sống. Và khi chúng tôi viết "Now", trước khi kết thúc nó, tôi nghĩ "Chúng ta đã tới. Chúng tôi đã đến được điểm đó và giờ thì chúng ta có thể thật sự tập trung cho những thứ tiếp theo. ("The first half of this record... was all about getting to a new place, moving forward. And when we wrote 'Now,' by the end of the song I was like 'We're there. We got to that point and now we can really focus on what's next...")

## Video ca nhạc
Video chính thức cho đĩa đơn ra mắt ngày 11 tháng 2 năm 2013 trên MTV, và Fueled by Ramen tải lên kênh Youtube chính thức ngày hôm sau. Video bắt đầu với Hayley Williams và một binh sĩ ở giữa cánh đồng có sương mù giăng nhẹ. Williams và binh sĩ kia nhìn chằm chằm vào nhau, sau đó binh sĩ đó ném lựu đạn. Nhạc bắt đầu lúc Williams nhắm mắt, ngay trước khi lựu đạn nổ. Williams ngã xuống và những người có vẻ là về phe Williams, bao gồm Jermy Davis và Taylor York, đang đánh nhau với người phe binh sĩ kia. Khi Williams tiến về phía binh sĩ kia, Davis và York liên tục tấn công bất kì ai định lại gần cô ấy. Có người đưa cho Williams một bom khí gas, cô đốt nó và làm binh lính xung quanh ho sặc sụa và phải mang mặt nạ khí gas vào. Hàng loạt người bị đánh toả ra một lớp bụi màu đỏ, tượng trưng cho máu. Williams cuối cùng cũng mặt đối mặt với binh sĩ kia. Sau đó, Williams bị đánh gậy vào sau đầu, làm bụi xanh túa ra phủ lên khắp nơi, trong đó tóc tai của cô.
Cô nhìn quanh, thấy Davis và York bị đè xuống, liền tấn công binh sĩ thì bị người của phe địch bắt giữ. Binh sĩ rút cây gậy dùi cui ra định đánh cô, nhưng cô thoát được khỏi tay đám linh và chạy lại ôm lấy binh sĩ. Binh sĩ này chết lặng, làm rơi gậy và ôm Williams lại. Mọi người xung quanh đều bất ngờ. Video khép lại với cảnh hai người họ vẫn ôm nhau.

## Trên các bảng xếp hạng
| Bảng xếp hạng (2013)                  | Cao nhật Vị trí |
| ------------------------------------- | --------------- |
| UK Rock (The Official Charts Company) | 2               |
| Anh Quốc (OCC)                        | 39              |
| US Rock Songs (Billboard)             | 16              |
| US Alternative Songs (Billboard)      | 13              |